# Nadolnik (Mętno)
Nadolnik – przysiółek wsi Mętno w Polsce, położony w województwie zachodniopomorskim, w powiecie gryfińskim, w gminie Chojna.
W latach 1975–1998 przysiółek administracyjnie należał do województwa szczecińskiego.